# دمیترو هرچیشکین
دمیترو هرچیشکین (اوکراینی: Дмитро Володимирович Гречишкін؛ زادهٔ ۲۲ سپتامبر ۱۹۹۱) بازیکن فوتبال اهل اوکراین است.
از باشگاه‌هایی که در آن بازی کرده‌است می‌توان به باشگاه فوتبال ماریوپول، باشگاه فوتبال شاختار دونتسک، باشگاه فوتبال چورنومورتس اودسا، و باشگاه فوتبال زوریا لوهانسک اشاره کرد.
وی همچنین در تیم‌های ملی فوتبال Ukraine national under-19 football team، زیر ۲۱ سال اوکراین، و اوکراین بازی کرده‌است.